# James Seddon

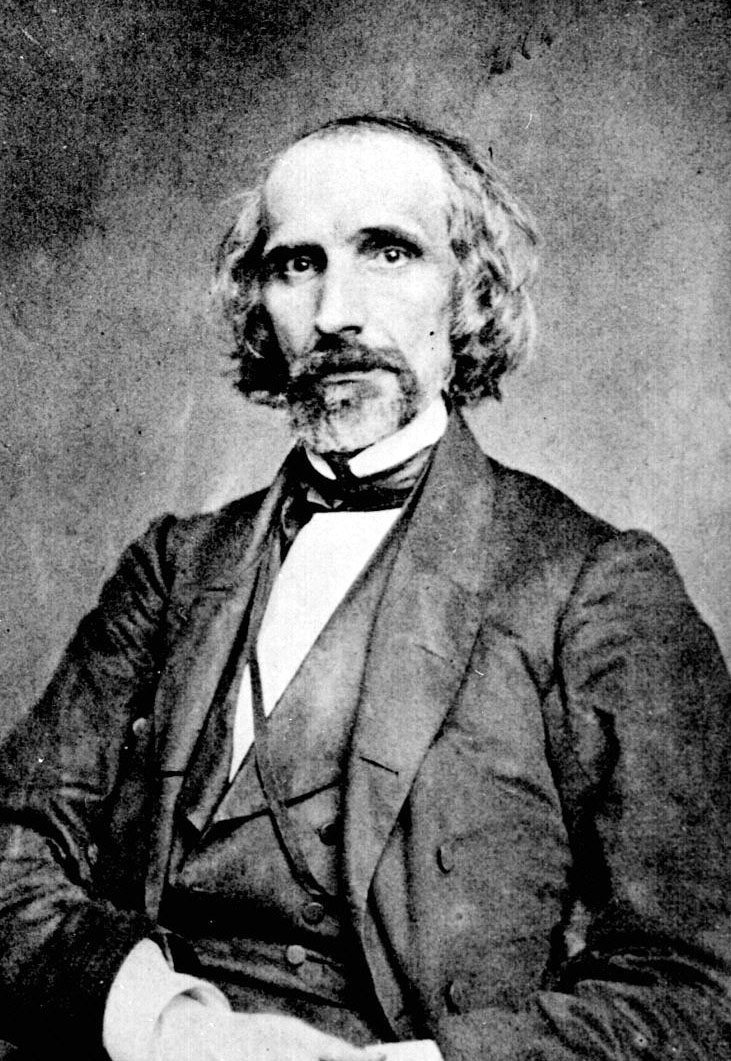
James Alexander Seddon

James Alexander Seddon (Falmouth, Virginia 13 juli 1815 - plantage Sabot Hill, Goochland County, Virginia 19 augustus 1880), was een Amerikaans politicus.

## Biografie

### Achtergrond, opleiding en vroege carrière
James Alexander Seddon werd op 13 juli 1815 in Falmouth, Stafford County in de staat Virginia. Zijn vader was Thomas Seddon, een bankier en zijn moeder was Susan Alexander, een afstammelinge van William Alexander, 1st Earl of Stirling (1576-1640). James Seddon ontving vanwege zijn zwakke gezondheid als jongeling thuisonderwijs van een privéleraar. Daarnaast leerde hij zichzelf klassieke talen. Op zijn eenentwintigste werd hij toegelaten tot de faculteit rechten van de Universiteit van Virginia. Na zijn promotie in 1838 vestigde hij als advocaat in Richmond, de hoofdstad van de staat Virginia. In 1845 trouwde de succesvolle advocaat met Sarah Bruce, de dochter van een welvarende planter.

### Politieke loopbaan
James Seddon was lid van de Democratische Partij (Democratic Party) en in 1845 werd hij in het Huis van Afgevaardigden gekozen. Wegens meningsverschillen met de partij slaagde hij er twee jaar later niet in om herkozen te worden. In 1849 werd hij echter herkozen en was van 3 december 1849 tot 3 maart 1851 opnieuw lid van het Huis van Afgevaardigden. Als afgevaardigde betoonde hij zich een groot voorstander van vrijhandel en een tegenstander van protectionisme, zoals werd voorgestaan door veel politici uit de Noordelijke staten. In het voorjaar van 1851 nam hij wegens zijn zwakke gezondheid ontslag als lid van het Huis van Afgevaardigden en vestigde hij zich op zijn landgoed Sabot Hill ten noorden van Richmond. Hij leefde vervolgens het leven van een welvarende grondbezitter en hield zich verder politiek afzijdig.

### Amerikaanse Burgeroorlog
James Seddon was zoals zoveel politici uit de Zuidelijke staten van de Verenigde Staten van Amerika een groot voorstander van slavernij en States' rights, de rechten (dat wil zeggen autonomie en recht op afscheiding) van de staten. In 1860, toen de spanningen tussen de Noordelijke en Zuidelijke staten hun hoogtepunt bereikten, ging Seddon opnieuw in de politiek. De staat Virginia benoemde hem en John Tyler (oud-president van de VS) in januari 1861 tot afgevaardigden van deze staat om deel te nemen aan de Vredesconferentie in Washington, D.C.. Tijdens deze conferentie probeerden de Noordelijke en Zuidelijke staten een oplossing te vinden voor hun onderlinge problemen. De vredesconferentie was weinig succesvol en na zijn terugkeer in Richmond verklaarde Seddon zich een voorstander van secessie (secession) van de zuidelijke staten van de VS. Op 17 april 1861 scheidde Virginia zich van de VS af en sloot zich aan bij de Geconfedereerde Staten van Amerika (CSA), de statenbond van zuidelijke staten onder leiding van president Jefferson Davis.
Seddon was kandidaat voor het Voorlopig Congres van de Geconfedereerde Staten van Amerika (Provisional Congress of the Confederate States of America) maar werd niet gekozen. In juni 1861 werd hij echter alsnog in het Voorlopig Congres benoemd. Hij was een aanhanger van Davis maar zette ondanks dat in het Voorlopig Congres in op lage belastingen. Seddon was geen kandidaat voor het regulier Congres, maar na het ontslag van congreslid Roger Atkinson Pryor stelde hij zich in april 1862 alsnog kandidaat; hij werd echter niet gekozen.

### Minister van Oorlog
Seddon werd als vertrouweling van Davis op 21 november 1862 opvolger van George W. Randolph minister van Oorlog en bleef dit tot 5 februari 1865 toen John Breckinridge hem opvolgde. Seddon, een burger, onderhield slechte contacten met de generale staf en was niet geschikt voor zijn functie.

### Na de oorlog
Na de oorlog vestigde James Seddon zich op zijn plantage Sabot Hill in Goochland County. Hij bleef echter betrokken bij de politiek en ondersteunde de Conservatieve Partij van Virginia (Conservative Party of Virginia). Hij overleed op 66-jarige leeftijd, op 19 augustus 1880 op zijn plantage Sabot Hill. Hij werd begraven op Hollywood Cemetery, Richmond.

## Trivia
- Na zijn huwelijk woonde hij een tijdlang in een huis in Richmond (1846), dat later het Witte Huis van de Confederatie (1861-1865) zou worden.[2]

## Verwijzingen
1. ↑  https://web.archive.org/web/20070930060553/http://www.famousamericans.net/jamesalexanderseddon/
2. ↑  https://web.archive.org/web/20061103144622/http://www.csawardept.com/history/Cabinet/Seddon/index.html

- Gemeinsame Normdatei: 1190247526
- International Standard Name Identifier: 0000 0000 7392 6470
- Library of Congress Control Number: n2003071406
- SNAC: w64m99gp
- Biographical Directory of the United States Congress: S000220
- Virtual International Authority File: 28909510
- WorldCat: E39PBJvCKX38GfxYgHWqytWv73